# Лице са ожиљком (филм из 1983)
„Лице са ожиљком“ (енгл. Scarface) је амерички филм Брајана де Палме снимљен 1983. године. Главне улоге играју Ал Пачино и Мишел Фајфер. Филм говори о кубанском избеглици који 1980-их долази у Мајами без ичега, а постаје моћан нарко бос.
На почетку, критике су биле подељене, са акцентом на прекомерно насиље и речник. Поједини кубански досељеници у Мајамију указали су да овај филм приказује Кубанце као криминалце и трговце дрогом. Савремени коментари су позитивнији, а сценаристи и режисери као Мартин Скорсезе су похвалили овај филм.

## Радња филма
Кубански избеглица Тони Монтана, 1980. године стиже у Мајами и послат је у избегличко насеље са најбољим пријатељем Мени Рејем (Стивен Бауер), и његовим сарадницима Ангелом (Пепе Серна) и 
Чи-Чи (Ангел Салазар). У замену за убиство бившег кубанског владиног званичника на захтев богатог трговца дрогом Френка Лопеза (Роберт Лођа), дружина је ослобођена из насеља и дате су им зелене карте. Френков човјек Омар Суарез (Ф. Мари Ејбрахам) им даје шансу да купе кокаин од колумбијских дилера, али договор пада у воду. Ангел је раскомадан моторном тестером, док Мени и Чи-Чи ослобађају Тонија и убијају Колумбијце. Сматрајући да их је Омар издао, Тони и Мени инсистирају да лично однесу преузету дрогу и новац Френкију. Импресиониран, Френк запошљава Тонија и Менија. Током њиховог састанка, Тони се упознаје и на први поглед заљубљује у Френкијеву девојку Елвиру Хенкок (Мишел Фајфер).
Неколико месеци касније, Тони иде у посету својој мајци Џорџини (Миријам Колон) и млађој сестри Џини (Мери Елизабет Мастрантонио), према којој је веома заштитнички настројен. Његова мајка се ужасава његовим криминалним начином живота и избацује га напоље. Док Тони улази у ауто које га чека, Мени коментарише Џинину лепоту али Тони га упозорава да се клони ње.
Френк шаље Тонија и Омара у Боливију на састанак са кокаинским босом Алехандром Сосом (Пол Шенар). Тони прави договор са Сосом без Френковог одобрења, а Омар одлази да обавести Френка. Соса открива да је Омар полицијски доушник и затим Тони присуствује како претученог Омара избацују из хеликоптера. Тони гарантује за Френкову организацију, и Соса пристаје на договор, упозоравајући Тонија да га не изда. У Мајамију, Френк је веома љут због Омаровог страдања, и неодобреног договора који је направио Тони. Френк и Тони се разилазе, након чега Тони ствара сопствену организацију и обавештавајући Елвиру о својим намере у вези ње.
У ноћном клубу, корумпирани детектив Мел Бернштин (Херис Јулин) покушава да изнуди новац од Тонија у замену за полицијску заштиту и дојаве. Тони љути Френка још више отвореним спопадањем Елвире у клубу. Када Тони види Џину како игра са странцем који је притом додирује, препире се са њом, и затим удара Џину после чега је Мени одвезао кући. Плаћене убице затим покушавају да убију Тонија, али он бежи из клуба. Сумњајући да је његов бивши шеф послао Бернштина и убице, Тони, Мени и Чи-Чи одлазе у Френкову канцеларију, где га налазе заједно са Бернштином. Френк признаје своју упетљаност и моли за живот, али га дружина убија заједно са Бернштином.
Тони жени Елвиру и, уз Сосине залихе, гради мулти-милионско царство. Операције има постепене тешкоће пошто Тони постаје све више параноичан, Елвира и он прекомерно користе кокаин, његов човек за прање новца тражи већи део колача, док Менија вређа како Тони све успехе веже за себе. На крају, Тони је оптужен за прање новца и утају пореза после полицијске истраге. Соса се нуди да искористи своје везе у влади да одржи Тонија ван затвора ако Тони убије новинара који прети да разоткрије Сосу. Затим, Тони још више гура од себе Менија и Елвиру окривљујући свог пријатеља за његовог хапшење и оптужујући супругу што је нероткиња због прекомерне употребе дроге; Елвира напушта Тонија.
У Њујорку, Тони, Чи-Чи и Сосин човек Алберто (Марк Марголис) се спремају за ликвидацију. Алберто поставља бомбу у ауто новинара, али неочекивано са новинарем иде и његова породица. Тони отказује задатак, Алберто инсистира на његовом настављању, терајући Тонија да их убије. Враћајући се кући, Тони добија позив од побеснелог Сосе због свог неуспеха. Соса раскида њихово партнерство и подсећа Тонија да није требало да га изда.
Затим, Тони увиђа да Менија и Џине нема неколико дана. Његова потрага за њима доводи га до куће у којој се налази Мени. Када је Тони видео ту и Џину, полуголу, убија Менија. Џина говори Тонију да су се њих двоје јуче венчали и планирали су да га изненаде. Тони се враћа у вилу са Џином, где показује кајање због убиства Менија пре него што забија лице у велику количину кокаина. У међувремену, Сосини људи крећу са нападом на вилу и убијају Тонијеве људе. Дрогирана Џина оптужује Тонија да је жели само зе себе и пуца му у ногу а затим улази Сосијев човек и убија је. Тони убија њега и постаје поремећен због убиства Џине. У бесу потпомогнутим кокаином, Тони узима бацач граната и пуца на Сосине људе. Тони је више пута погођен, али наставља да пружа отпор док није упуцан у леђа. Његово тело пада у фонтану, која напред има натпис "Свет је твој".

## Улоге
| Глумац                     | Улога                                       |
| -------------------------- | ------------------------------------------- |
| Ал Пачино                  | Тони Монтана                                |
| Стивен Бауер               | Мени Рибера                                 |
| Мишел Фајфер               | Елвира Хенкок                               |
| Мери Елизабет Мастрантонио | Џина Монтана                                |
| Роберт Лођа                | Френк Лопез                                 |
| Ф. Мари Ејбрахам           | Омар Суарез                                 |
| Миријам Колон              | Џорџина Монтана                             |
| Херис Јулин                | Мел Бернштин                                |
| Пол Шенар                  | Алехандро Соса                              |
| Грег Хенри                 | Чарлс Гудсон                                |
| Марк Марголис              | Алберто, убица                              |
| Пепе Серна                 | Ангел Фернандес                             |
| Ангел Салазар              | Чи-Чи                                       |
| Мајкл П. Моран             | Ник „свиња“                                 |
| Арналдо Сантана            | Ерни, Френков телохранитељ, касније Тонијев |
| Ал Израел                  | Хектор „жабац“, Колумбијац, Омаров сарадник |
| Џено Силва                 | Сосин убица                                 |

## Продукција

### Настанак филма
Лице са ожиљком је отпочело са развојем након што је Ал Пачино погледао истоимени филм из 1932. године у позоришту Тифани, у Лос Анђелесу. Затим је назвао свог менаџера, продуцента Мартина Брегмана, те му дао до знања о потенцијалу за обраду тог филма. Пачино је првобитно желео да задржи тај аспект историјске драме, али је схватио да је то тешко изводљиво, због мелодраматичне природе филма. Сидни Лумет, као режисер, развио је идеју да Монтана буде Кубанац који долази у Америку током Мариелског езгодуса.
Креативне разлике између Брегмана и Лумета довеле су до тога да Лумет престане са радом на пројекту. Лумет је хтио да прича иде у политичком правцу са фокусом на сваљивање кривице на тадашњу председничку администрацију због прилива кокаина у САД, са чим се Брегман није слагао. Брегман је заменио Лумета са Брајаном де Палмом, и унајмио је писца Оливер Стона. Стон је већ био упознат са оригиналним сценаријом истоименог филма из 1932. године и није му се допадао, те је првобитно одбио понуду. Тек након што му је Лумет објаснио да ће филм бити преуређен из историјске драме у период садашњости, Стон је прихватио рекавши: "Сидни је имао одличну идеју да узме амерички филм о прохибицији из 1930-тих година и да направи од њега модерни имигрантски гангстерски филм који се бави истим проблемима које смо имали онда, само сада забрањујемо дрогу уместо алкохола. Постоји прохибиција против дроге која је створила исти криминални миље као што је (прохибиција алкохола) створила мафију. У књизи "Искуство Оливера Стона", Стон наводи, "Нисам хтио да радим филм о италијанској мафији... тога смо имали на десетине. Али када ми је Брегман рекао да је Сидни имао одличну идеју, да намерава да уради филм о Мариелском егзодусу у Мајамију. Одговорио сам му да је то интересантно. Сиднијева идеја је добра!
Стон је радио на сценарију док се и сам борио са зависношћу од кокаина. Брегман и он су спровели сопствено истраживање, отпутовавши у Мајами, Флориду, где су добили приступ досијеима од стране Тужилаштва САД и Бироа за организовани криминал. Стон се сели у Париз да би радио на сценарију, верујући да не може победити своју зависност докле год се налази у САД, а у интервјуу из 2003. године наводи да тада није био под утицајем дрога "јер мислим да кокаин не помаже при писању. Он уништава мождане ћелије".

## Награде и номинације
Филм је номинован за Златни глобус на пољу најбољи глумац, најбоља споредна улога и најбоља оригинална музика на филму. Поред овога, Брајан де Палма је номинован за Златну малину за најгорег режисера.
Амерички филмски институт је 2008. године уврстио Лице са ожиљком на свој списак 10 најбољих филмова из 10 жанрова. Заузео је десето место као гангстерски филм. Лице са ожиљком је једини филм који се као обрада појављује на овом списку заједно са оригиналним филмом. Оригинални, истоимени филм из 1932. године је заузео шесто место.